# Желсон
Жеральдо дос Сантос Жуниор (порт.-браз. Geraldo dos Santos Júnior; 10 января 1979, известный как Желсон порт.-браз. Gelson; Куритиба, Бразилия) — бразильский футболист.

## Карьера
Профессиональную карьеру начинал в клубе «Коритиба». В начале 2004 года на правах аренды перешёл в российский клуб «Шинник», за который дебютировал 8 марта в первом матче 1/8 финала Кубка России против «Алании». В премьер-лиге первый матч провёл 15 марта в выездной игре 1-го тура против московского «Локомотива», выйдя после перерыва встрече на замену Валерию Кечинову. В конце мая новый главный тренер клуба Олег Долматов заявил, что не рассчитывает на Желсона, у которого заканчивался срок аренды. Далее играл в шведском «Мальмё». С 2005 по 2007 год выступал в португальской «Академике» Коимбра. С 2007 по 2009 защищал цвета греческого клуба «Верия». В 2009 году перебрался в Иран, где играл за «Абумослем», завершал же карьеру в «Шахрдари» Тебриз.